# Punchy
Punchy est une commune française située dans le département de la Somme, en région Hauts-de-France.
{{Som
maire|niveau=2}}
Punchy possède deux blockhaus de 14/18 un au sud ouest du village caché par des buisson à l'angle d'une pâture et un deuxième au nord ouest du village dans un terrain privé derrière une maison les deux fonds face à la ligne de front de 14/18 entre chilly et hallu

## Géographie

### Localisation

#### Communes limitrophes
Ce village du Santerre est situé au sud de Chaulnes et à l'ouest de Nesle. Le territoire communal est traversé par l'autoroute A1 et la LGV Nord. La route nationale 337 le tangente au nord.
Il jouxte la gare de Chaulnes.

### Hydrographie
La commune est située dans le bassin Artois-Picardie. Elle n'est drainée par aucun cours d'eau.

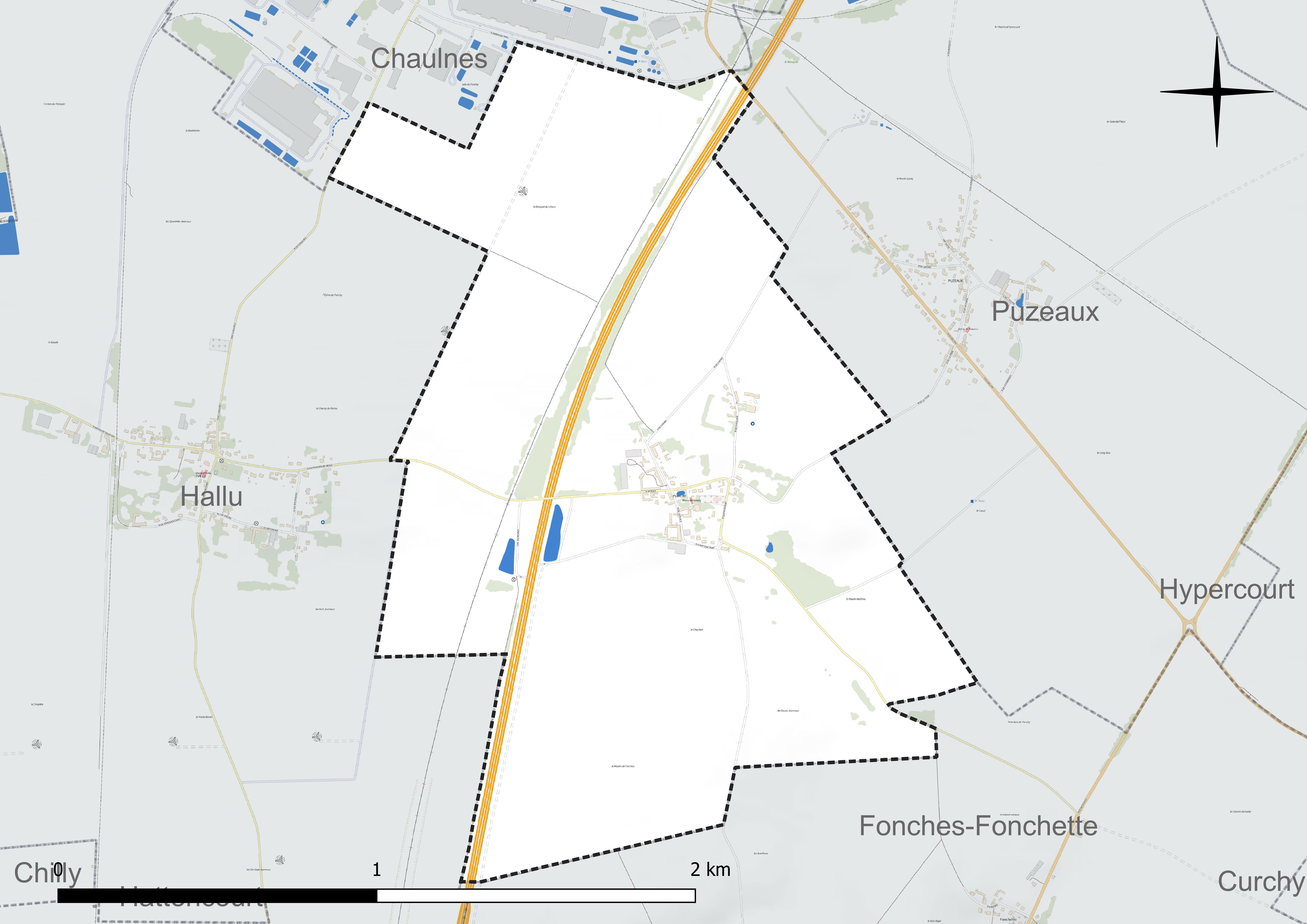
Réseau hydrographique de Punchy.

### Climat
Pour des articles plus généraux, voir Climat des Hauts-de-France et Climat de la Somme.
En 2010, le climat de la commune est de type climat océanique dégradé des plaines du Centre et du Nord, selon une étude du CNRS s'appuyant sur une série de données couvrant la période 1971-2000. En 2020, Météo-France publie une typologie des climats de la France métropolitaine dans laquelle la commune est exposée à un climat océanique et est dans la région climatique  Nord-est du bassin Parisien, caractérisée par un ensoleillement médiocre, une pluviométrie moyenne régulièrement répartie au cours de l'année et un hiver froid (3 °C). 
Pour la période 1971-2000, la température annuelle moyenne est de 10,3 °C, avec une amplitude thermique annuelle de 14,8 °C. Le cumul annuel moyen de précipitations est de 713 mm, avec 11,3 jours de précipitations en janvier et 8,6 jours en juillet. Pour la période 1991-2020, la température moyenne annuelle observée sur la station météorologique la plus proche, située sur la commune de Rouvroy-en-Santerre à 8 km à vol d'oiseau, est de 10,8 °C et le cumul annuel moyen de précipitations est de 635,8 mm,. Pour l'avenir, les paramètres climatiques de la commune estimés pour 2050 selon différents scénarios d'émission de gaz à effet de serre sont consultables sur un site dédié publié par Météo-France en novembre 2022.

## Urbanisme

### Typologie
Au 1er janvier 2024, Punchy est catégorisée commune rurale à habitat dispersé, selon la nouvelle grille communale de densité à sept niveaux définie par l'Insee en 2022.
Elle est située hors unité urbaine. Par ailleurs la commune fait partie de l'aire d'attraction de Chaulnes, dont elle est une commune de la couronne,. Cette aire, qui regroupe 4 communes, est catégorisée dans les aires de moins de 50 000 habitants,.

### Occupation des sols
L'occupation des sols de la commune, telle qu'elle ressort de la base de données européenne d'occupation biophysique des sols Corine Land Cover (CLC), est marquée par l'importance des territoires agricoles (92,5 % en 2018), en diminution par rapport à 1990 (99,6 %). La répartition détaillée en 2018 est la suivante : 
terres arables (79,8 %), zones agricoles hétérogènes (12,7 %), zones industrielles ou commerciales et réseaux de communication (7,5 %). L'évolution de l'occupation des sols de la commune et de ses infrastructures peut être observée sur les différentes représentations cartographiques du territoire : la carte de Cassini (XVIIIe siècle), la carte d'état-major (1820-1866) et les cartes ou photos aériennes de l'IGN pour la période actuelle (1950 à aujourd'hui).

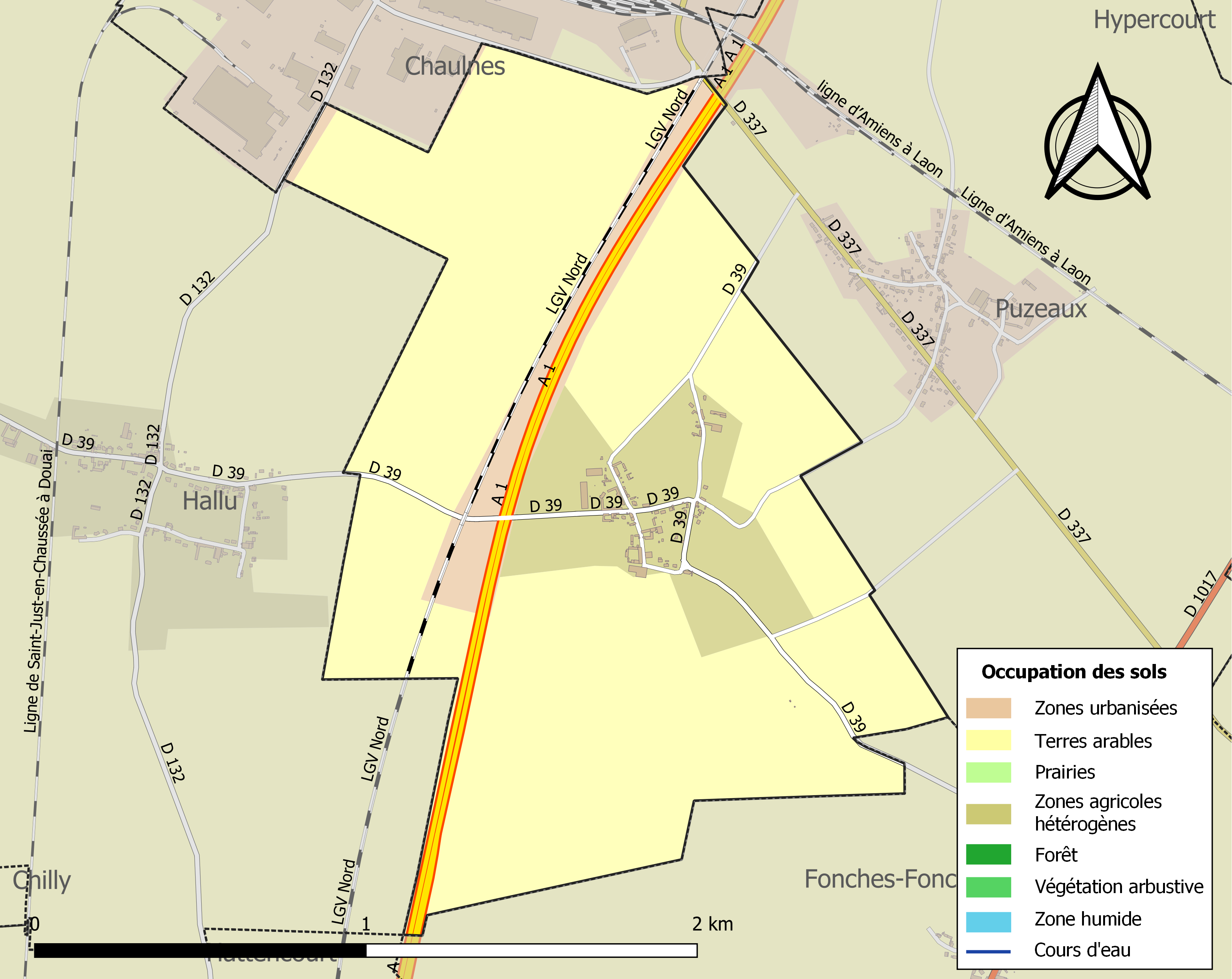
Carte des infrastructures et de l'occupation des sols de la commune en 2018 (CLC).

## Toponymie
Le nom de la localité est attesté sous les formes Punchi (1264) ; Puenchi (1215) ; Pevenchi (1220) ; Peuenchi (1251) ; Ponchi (1358) ; Peuchy (1562) ; Pouchy (1567) ; Penchy (1648) ; Punchy (1757) ; Punele (1778).

## Histoire
Première Guerre mondiale
Au début de la Première Guerre mondiale, le village est fugacement occupé par les troupes allemandes le 29 août 1914. Elles le réinvestissent après leur défaite dans la bataille de la Marne, et renforcent la position en 1915 conjointement avec Puzeaux. Un souterrain relie Punchy à l'église de Puzeaux, elle-même reliée à un hôpital militaire de campagne souterrain vers Bel-Air.
La commune est dans la zone des combats de la bataille de la Somme en 1916, mais reste, comme Chaulnes, sous le contrôle des Allemands. Ce n'est qu'en 1917, lorsqu'ils se replient sur la ligne Hindenburg, que le village passe sous le contrôle des armées alliées, et devient anglais puis français.
En 1918, lors de l'offensive du printemps, le village est à nouveau occupé par les Allemands, et n'est libéré que fin août par les troupes australiennes.
La commune est décorée de la Croix de guerre 1914-1918 le 30 octobre 1920.
Pour sa reconstruction, le village est parrainé par le canton de Mézidon, ainsi que par le comité de Hankou (Chine) et bénéficie de l'aide d'une américaine, Mme Wetrey.

## Politique et administration

### Rattachements administratifs et électoraux
La commune se trouvait jusqu'en 2016 dans l'arrondissement de Montdidier du département de la Somme. Elle est rattachée le 1er janvier 2017 à l'arrondissement de Péronne du même département. Pour l'élection des députés, elle fait partie depuis 2012 de la cinquième circonscription de la Somme.
Elle faisait partie depuis 1801 du canton de Rosières-en-Santerre. Dans le cadre du redécoupage cantonal de 2014 en France, la commune est intégrée au canton de Ham.

### Intercommunalité
La commune était adhérente de la communauté de communes de Haute-Picardie créée en 1994 sous le nom de communauté de communes de Chaulnes et environs, et qui a pris sa dénomination de communauté de communes de Haute-Picardie en 1999.
Dans le cadre des dispositions de la loi portant nouvelle organisation territoriale de la République du 7 août 2015, qui prévoit que les établissements publics de coopération intercommunale (EPCI) à fiscalité propre doivent avoir un minimum de 15 000 habitants, la préfète de la Somme propose en octobre 2015 un projet de nouveau schéma départemental de coopération intercommunale (SDCI) qui prévoit la réduction de 28 à 16 du nombre des intercommunalités à fiscalité propre du département.
Le projet préfectoral prévoit la « fusion des communautés de communes de Haute Picardie et du Santerre », le nouvel ensemble de 17 954 habitants regroupant 46 communes,,. À la suite de l'avis favorable de la commission départementale de coopération intercommunale en janvier 2016, la préfecture sollicite l'avis formel des conseils municipaux et communautaires concernés en vue de la mise en œuvre de la fusion le 1er janvier 2017.
Cette procédure aboutit à la création au 1er janvier 2017 de la communauté de communes Terre de Picardie, dont la commune est désormais membre.

### Liste des maires
| Période                                  | Période                      | Identité          | Étiquette | Qualité                         |
| ---------------------------------------- | ---------------------------- | ----------------- | --------- | ------------------------------- |
| Les données manquantes sont à compléter. |                              |                   |           |                                 |
| mars 2001                                | 2014                         | Gérard Leguillier |           | Apiculteur                      |
| 2014                                     | En cours (au 8 octobre 2020) | Didier Messio     |           | Réélu pour le mandat 2014-2020, |

## Démographie
L'évolution du nombre d'habitants est connue à travers les recensements de la population effectués dans la commune depuis 1793. Pour les communes de moins de 10 000 habitants, une enquête de recensement portant sur toute la population est réalisée tous les cinq ans, les populations de référence des années intermédiaires étant quant à elles estimées par interpolation ou extrapolation. Pour la commune, le premier recensement exhaustif entrant dans le cadre du nouveau dispositif a été réalisé en 2006.

En 2022, la commune comptait 79 habitants, en évolution de −8,14 % par rapport à 2016 (Somme : −1,26 %, France hors Mayotte : +2,11 %).
| 1793 | 1800 | 1806 | 1821 | 1831 | 1836 | 1841 | 1846 | 1851 |
| ---- | ---- | ---- | ---- | ---- | ---- | ---- | ---- | ---- |
| 211  | 205  | 238  | 239  | 264  | 276  | 252  | 243  | 230  |

| 1856 | 1861 | 1866 | 1872 | 1876 | 1881 | 1886 | 1891 | 1896 |
| ---- | ---- | ---- | ---- | ---- | ---- | ---- | ---- | ---- |
| 222  | 196  | 200  | 181  | 168  | 161  | 161  | 145  | 138  |

| 1901 | 1906 | 1911 | 1921 | 1926 | 1931 | 1936 | 1946 | 1954 |
| ---- | ---- | ---- | ---- | ---- | ---- | ---- | ---- | ---- |
| 128  | 119  | 93   | 81   | 110  | 89   | 69   | 84   | 98   |

| 1962 | 1968 | 1975 | 1982 | 1990 | 1999 | 2006 | 2011 | 2016 |
| ---- | ---- | ---- | ---- | ---- | ---- | ---- | ---- | ---- |
| 88   | 78   | 79   | 98   | 78   | 65   | 70   | 81   | 86   |

| 2021 | 2022 | - | - | - | - | - | - | - |
| ---- | ---- | - | - | - | - | - | - | - |
| 81   | 79   | - | - | - | - | - | - | - |

## Culture locale et patrimoine

### Lieux et monuments
- Église Saint-Médard[31].

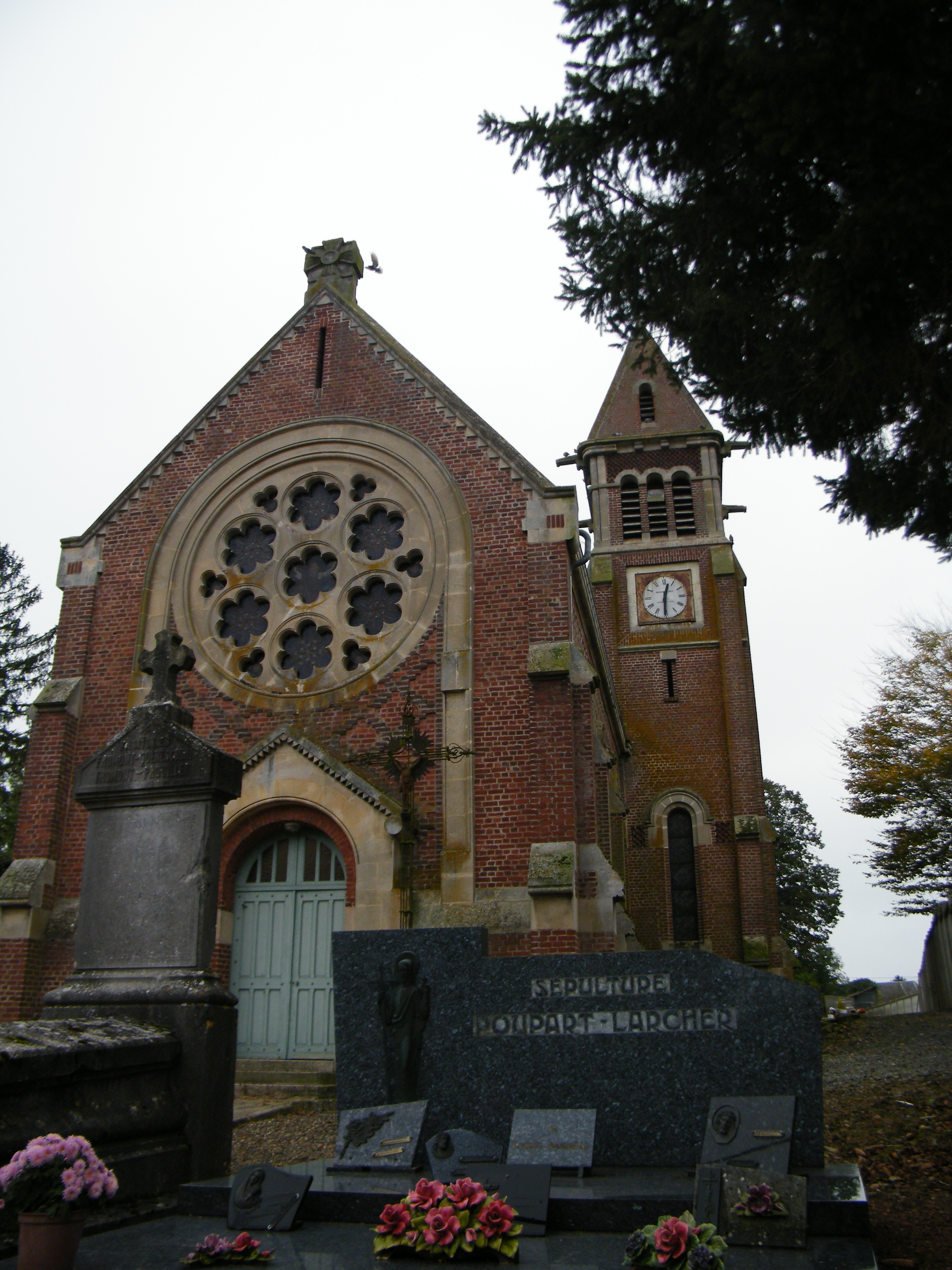
Saint-Médard.
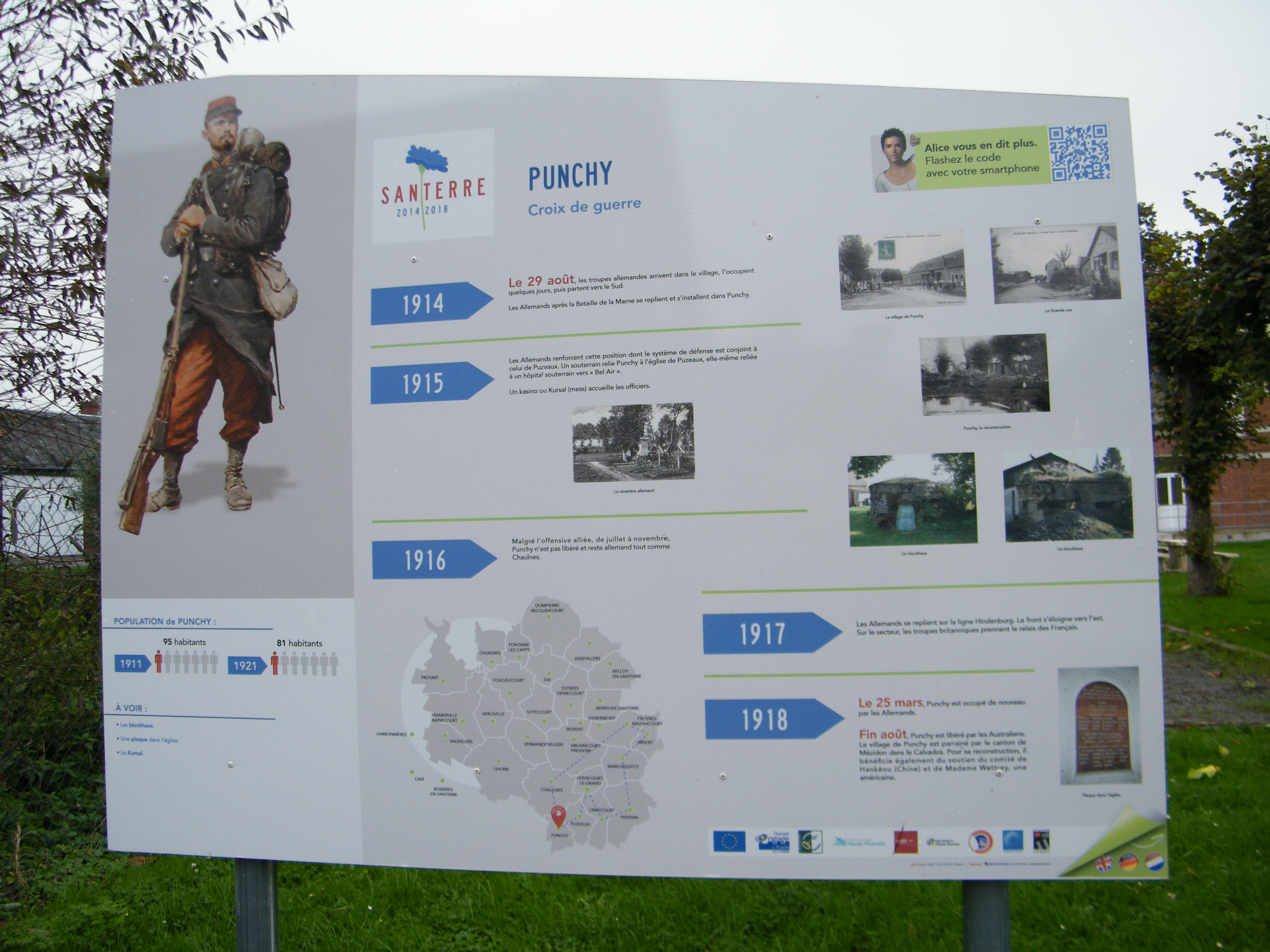
Panneau d'informations.
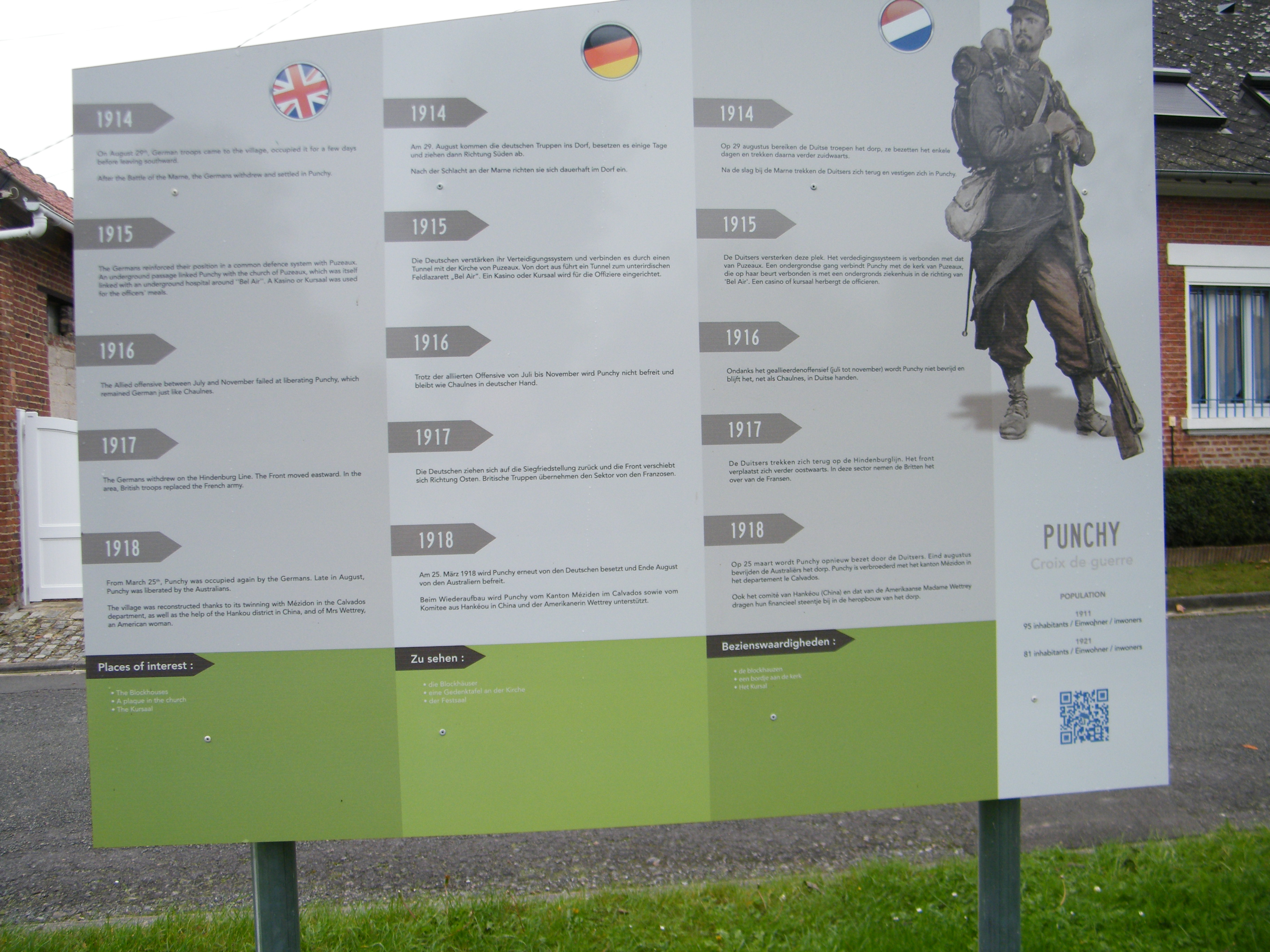
Histoire locale.